# Договор Гуадалупе-Идальго
Договор Гуадалупе-Идальго, договор Гвадалупе-Идальго 1848 года, Гуадалупе-Идальго мирный договор, Гвадалупе-Идальго мирный договор (англ. Treaty of Guadalupe Hidalgo, исп. Tratado de Guadalupe Hidalgo) — мирный договор между Мексикой и США, подписанный 2 февраля 1848 года в мексиканской деревне Гуадалупе-Идальго близ Мехико по итогам Американо-Мексиканской войны 1846—1848 годов.
Договор установил, что потерпевшая военное поражение Мексика уступает (Mexican Cession) 1,36 млн км² (около 55 % своей территории), которая включает в себя современную территорию американских штатов Калифорния, Невада, Юта, Нью-Мексико, Техас, части Аризоны, Колорадо, Вайоминга, Канзаса и Оклахомы. Кроме того, Мексика отказалась от всех требований в отношении Техаса, международная граница была установлена по реке Рио-Гранде. В качестве компенсации США обязались выплатить 15 миллионов песо за ущерб, нанесённый мексиканской территории во время войны. США также взяли на себя 3,25 миллиона долларов долга правительства Мексики гражданам США.

## История

### Предыстория
После провозглашения независимости в 1821 году Мексика столкнулась с проблемой сохранения своей территории, учитывая непрерывную экспансию США на Запад.
Мексика должна была содействовать колонизации обширных северных территорий, включая Калифорнию, Нью-Мексико и Техас, однако численность мексиканских граждан там не превышала 50 000, а страна была измотана после одиннадцати лет интенсивной войны за независимость. Производство промышленных товаров практически прекратилось, сельская местность была в запустении, государственная казна опустошена, продолжалась активная борьба за власть.
Была предложена очень простая политика колонизации, в которой большие объёмы земли продавались по низким ценам, в кредит и с освобождением от налогов и сборов в течение 5 лет любому иностранцу, который выразил бы желание стать гражданином Мексики, учиться говорить по-испански, быть католиком и соблюдать мексиканские законы.
В то же время американцы получили разрешение на колонизацию малолюдных равнин Техаса (американские переселенцы стремились на эти земли, учитывая дешевизну земельных наделов) 300 американскими семьями (эта концессия была ратифицирована сначала Агустином Итурбиде, провозгласившим себя императором Мексики Агустином I, а затем и республиканским правительством). За этой первой уступкой последовали следующие.
Соединённые Штаты были быстро крепнущей страной с развивающейся промышленностью, процветающей экономикой и растущим населением. США только что приобрели территории Луизианы у Франции и Флориды у Испании и намеревались расширить свои территории до Тихого океана, где уже селились первые американские поселенцы. Заключённый в 1819 году договор Адамса — Ониса, установивший границы между США и Новой Испанией (Мексикой) больше не устраивал американцев.
Свою роль сыграло и диктаторское правление генерала Санта-Анны, хаотически пытавшегося силовыми методами решать все конфликты, что привело к учащающимся антимексиканским восстаниям в Техасе.
В 1836 году в результате удачного мятежа Техас провозгласил свою независимость и с оружием в руках отстоял её (при этом Санта-Анна попал в плен к техасцам). В 1845 году он был аннексирован Соединёнными Штатами. Мексиканское правительство с самого начала отказывалось признать независимость Техаса, рассматривая его как свою мятежную территорию. Но после аннексии, как свершившегося факта, согласилось на признание независимости, хотя при этом настаивало на том, что Техас должен развиваться как отдельное независимое государство, а не быть частью США.
Активным сторонником военного столкновения с Мексикой был американский президент Джеймс Нокс Полк, отдавший в 1845 году секретный приказ генералу (и будущему президенту) Закари Тейлору перебросить войска из Луизианы в Техас. Одновременно в Мексиканский залив и Тихий океан были отправлены морские эскадры. Одновременно было предложено выкупить Калифорнию за 25 млн долл. и Нью-Мексико за — 5.
Непосредственным поводом для начала войны стали споры между Мексикой и Техасом за территорию между реками Нуэсес и Рио-Гранде — Соединённые Штаты настаивали, что указанная территория вошла в их состав вместе с Техасом, в то время как Мексика утверждала, что эти земли никогда не были частью Техаса и, соответственно, всегда оставались и будут оставаться частью Мексики.

### Ход войны
8 марта 1846 года армия США под командованием генерала Тейлора перешла границу Техаса и ступила на территорию Мексики. Спорная территория была оккупирована, а флот США начал блокаду мексиканских портов. В этих условиях 23 апреля Мексика объявила войну США. 13 мая США ответили тем же.
С середины мая началось наступление американцев вглубь территории Мексики. Одновременно к власти вернулся свергнутый в 1844 году Санта-Анна, начавший секретные переговоры о территориальных уступках в обмен на собственную поддержку и 30 млн долларов.
После двухмесячных военных столкновений 17 августа к США была присоединена Калифорния, а 22 августа Нью-Мексико. Однако уже в конце сентября на захваченной территории начались восстания и партизанская борьба (на 4 месяца Калифорния перешла обратно к мексиканцам, развернулись и бои в Нью-Мексико).
В сентябре мексиканцы потерпели поражении при Монтеррее, в ноябре сдали стратегический порт Тампико и столицу штата Коауила г. Сальтильо.
В 1847 году пал сначала крупный город и порт Веракрус, а в сентябре Санта-Анна без боя сдал Мехико, после чего бежал из страны. Временное правительство Мануэля де ла Пенья-и-Пенья было вынуждено заключить договор на условиях США.
Договор был подписан 2 февраля 1848 года в деревне Гуадалупе-Идальго (ныне городской район Мехико) полномочными представителями обоих государств. Ратифицирован Конгрессом США 10 марта большинством в 38 голосов против 14, и 19 мая мексиканским Конгрессом (парламентом) (51 голос против 34) в Керетаро. 30 мая между двумя странами был установлен мир.

## Условия договора
По условиям договора Мексика признавала аннексию территорий современных Техаса, Калифорнии, Юты, Невады, большую часть Нью-Мексико и Аризоны, небольших районов современных штатов Колорадо и Вайоминг. Остальные территории штатов Аризона и Нью-Мексико были отданы позже (в 1853 году) в виде «Покупки Гадсдена».
Среди важных аспектов договора следует упомянуть следующие: установление границы между американским штатом Техас и Мексикой по реке Рио-Гранде (Рио-Браво-дель-Норте) и гарантия защиты гражданских прав и собственности мексиканцев, живущих на передаваемых территориях. США брали на себя обязанности патрулирования границы, и обе страны договорились решать пограничные вопросы с помощью совместного суда с решениями, обязательными для обеих стран. Однако когда Сенат США ратифицировал договор, статья 10, которая оставляла за мексиканцами территории, предоставленные ранее испанским и мексиканским правительствами, были изъяты из текста договора, что сделало статью 9, которая гарантировала защиту прав мексиканцев на переданных территориях чисто декларативной.

## Статьи договора
Договор состоял из 24 статей, а также нескольких временных (переходных) положений (полный текст содержится Викитеке).
Содержание статей можно коротко резюмировать следующим образом:
I. Декларируется установление мира.
II. Восстанавливается конституционный порядок.
III. Блокада мексиканских портов снимается, а оккупационные войска эвакуируются.
IV. Территории, захваченные американскими войсками, освобождаются, а военнопленные репатриируются.
V. Граница между обеими странами определяется по рекам Гила и Браво и позволяется соединиться мексиканской территории через наземный мост между Сонорой и Нижней Калифорнией.
VI. Свободный транзит американских судов и граждан через Калифорнийский залив и реку Колорадо разрёшен водным путём, но не наземным, если только наличие шоссе на западе территории близ реки Гила не станет выгодным для обеих сторон.
VII. Разрешается свободная и бесплатная навигация, за исключением высадки, для обеих сторон, на реках Гила и Браво-дель-Норте, без ведения каких-либо работ, которые препятствуют или прерывают указанный проход без разрешения другой стороны.
VIII. Сохраняются права на пребывание и гарантии земель мексиканцев на новых территориях, и им разрешается выбирать гражданство, которое они хотят сохранить.
IX. Гражданские права мексиканцев на уступленных территориях сохраняются на один год, и устанавливается их равенство с политическими правами других жителей Соединённых Штатов Америки. Церковные права и особенности также сохраняются без изменений.
X. Все земельные сделки, осуществлённые мексиканским правительством, не подлежат изменению. Концессионеры земли смогут сохранять их, если выполняют обязательства, ранее взятые перед мексиканским правительством с тех пор, когда они взяли их до марта 1836 года в Техасе и с мая 1845 года на остальной территории; в противном случае соблюдение концессий не будет обязательным.
XI. Соединённые Штаты обязуются контролировать коренные племена на своей территории и препятствовать их прохождению в Мексику; не покупать или обменивать заключенных, предметы или крупный рогатый скот, похищенные в Мексике, продавать им или снабжать их огнестрельным оружием или боеприпасами; а также предпринимать усилия для спасения и репатриации заключенных индейцев, имеющих мексиканскую принадлежность.
XII. В качестве компенсации за потерю территории Соединённые Штаты Америки выплатят Мексике пятнадцать миллионов долларов, заплатив сразу 3 миллиона долларов, а остальные в годовом исчислении с годовым процентом в размере 6 процентов.
XIII. Соединённые Штаты Америки не будут требовать компенсацию от Мексики за военные издержки и сами будут выплачивать полученные материальные претензии американских граждан.
XIV. Соединённые Штаты Америки не будут требовать компенсации от Мексики для своих граждан, нынешних или будущих.
XV. Соединённые Штаты Америки не будут требовать предварительную компенсацию от Мексики для своих граждан и будут выплачивать соответствующие претензии при условии, что они не превысят пяти миллионов двести пятьдесят тысяч песо.
XVI. Каждая из сторон может укрепить свою границу.
XVII. Несовместимость между положениями Договора и физической, правовой или политической реальностью может быть разрешена общим соглашением с той же силой, как если бы оно было описано в договоре, в течение восьми лет; в конце этого периода его можно решать только по взаимному согласию.
XVIII. Никаких налогов на предмет нужд для оккупационных войск не требуется до их официальной эвакуации, если США не были обмануты.
XIX. Товары, ввозимые через порты до возвращения таможенной службы, или на срок, указанный в следующей статье, не могут быть обременены или конфискованы; за исключением случаев, когда они перемещаются в место, не занятое американскими войсками.
XX. Даже если с момента подписания этого договора до возвращения таможенной пошлины прошло менее 60 дней, в течение этого времени импортируемые товары не облагаются налогом, за исключением соответствующих прав, согласно предыдущей статье.
XXI. Если между правительствами обеих республик существуют разногласия, оба правительства обязуются найти мирное решение.
XXII. Правила и законы, которые должны рассматриваться в случае войны между двумя республиками, ограничены.
XXIII. Чтобы ратифицировать этот договор, президенты обеих республик должны запросить одобрение своих Конгрессов и провести обмен ратифицированными документами в течение четырёх месяцев.
В дополнение к этим 23 статьям в Договоре имелась «дополнительная и секретная» статья, применимая только в том случае, если ратификация договора займёт более 4 месяцев. В этом случае для обмена ратификационными грамотами допускалось ещё четыре месяца.

## Изменения в договоре
До полной ратификации договор претерпел важные изменения в статьях IX и X, а также различные изменения в других статьях — все по воле американской стороны.
Статья IX первоначального договора была полностью отменена и заменена совершенно новой. Таким образом, вместо мексиканцев, сохраняющих свои гражданские права в течение одного года на проданных Мексикой территориях и установления их правового равенства с другими жителями США, новая статья позволяла Конгрессу США решать данные вопросы по своему усмотрению.
Статья Х, касающаяся владения предоставленными ранее землями, была удалена и не заменена.
Из статьи XI было исключено ограничение на продажу огнестрельного оружия индейцам.
Из статьи XII был исключён выбор формы выплаты компенсации, которую Мексика должна была получить.
В статью XXIII было добавлено, что обмен ратифицированными документами будет осуществлён по месту нахождения мексиканского правительства.
Наконец, исключена дополнительная и секретная статья договора.

## Прилагавшиеся протоколы
В дополнение к тексту самого договора был подписан протокол, в котором предлагалось формальное толкование юридического текста договора, чтобы избежать его неправильного толкования в ущерб любой из сторон.
В этом протоколе правительство США указывало, что, несмотря на удаление статьи IX и замену её на территорию Луизианы, права мексиканцев не урезаются, а включаются в статью III Луизианского договора и поэтому они равнозначны.
Правительство Соединённых Штатов также указывало, что исключение статьи X не предназначено для полного аннулирования концессий земель, совершенных Мексикой на уступленных территориях, поскольку они сохраняют свою юридическую ценность.
Наконец, следовало указание на то, что несмотря на исключение значительной части описания формы оплаты в статье XII, США не намерены прекращать выплату такой компенсации.

## Договор Гадсдена
30 декабря 1853 года был подписан Договор Гадсдена (назван так по имени посланника США в Мексике генерала Джеймса Гадсдена. Этот договор известен в США как «покупка Гадсдена», и по нему правительство Мексики продало ещё 76 845 кв км² земли на границе с США. Ныне на этой территории располагаются части штатов Аризона и Нью-Мексико. Цена сделки составила 10 миллионов долларов. Здесь, однако, надо отметить переговорные способности руководства Мексики и, отдельно, министра иностранных дел, поскольку Гадсден первоначально собирался приобрести не только этот регион, но и всю территорию штатов Чиуауа (247 087 км²) и Сонора (184 934 км²), а также весь Калифорнийский полуостров — Нижнюю (70 113 км²) и Южную Нижнюю Калифорнию (73 677 км²), то есть ещё 575 881 км² (в сумме — 31,5 % оставшейся после договора Гуадалупе-Идальго мексиканской территории).

## Последствия
США в конечном итоге удалили статью X и в значительной степени изменили содержание и однозначность статьи IX договора. Данные территориальные приобретения всегда считались и считаются удачными для США.
К моменту заключения договора около 100 000 мексиканских граждан жили на земле, отданной Мексикой (примерно 4 % населения страны). Далеко не все из них сохранили свою собственность и земельные владения: после судебных разбирательств изъятия земли коснулись от 27 % «чиканос» в Калифорнии до 76 % в Нью-Мексико. В течение года 10 % вернулось в Мексику, где получили новые земельные наделы, 90 % осталось в США.
На территориях появились многочисленные партизанские и бандитские соединения с вожаками типа Хоакина Мурьеты, укоренилось неприязненное отношение к американским «гринго». Понятие попранной справедливости сказалось и на фольклоре, родившем персонажей типа Зорро.
Договор крайне негативно сказался на популярности генерала Санта-Анны, который последний, 11-й раз занимал пост президента. Мексиканцы не простили ему продажи огромных территорий страны и хищения большой части средств, полученных от сделки. Менее чем через два года он был свергнут и бежал из страны.